# Liste der von den GANOVEX-Expeditionen benannten geographischen Objekte
Dies ist eine Liste der von den GANOVEX-Expeditionen I bis V benannten geographischen Objekte im Viktorialand und an der Oates-Küste Ostantarktikas.
Quelle ist das Verzeichnis deutschsprachiger geographischer Namen der Antarktis des Ständigen Ausschusses für geographische Namen der deutschsprachigen Staaten.

## GANOVEX I 1979/1980
| Name                      | Koordinaten                           | Art          | Region                                                                   |
| ------------------------- | ------------------------------------- | ------------ | ------------------------------------------------------------------------ |
| Acapulcofelsen            | 70° 33′ S, 164° 02′ O (Karte)         | Felsen       | Lillie-Gletscher bei Buell-Halbinsel                                     |
| Andalusitgrat             | 71° 33′ S, 160° 10′ O (Karte)         | Berggrat     | Usarp Mountains: Daniels Range                                           |
| Autobahnmoräne            | 71° 22′ S, 162° 28′ O (Karte)         | Moräne       | Rennick-Gletscher zwischen Litell Rocks und Mount Gow (Bowers Mountains) |
| Ballrücken                | 71° 06′ S, 162° 29′ O (Karte)         | Bergrücken   | Bowers Mountains nahe Alt-Gletscher                                      |
| Bayerngletscher           | 71° 00′ 00″ S, 165° 18′ 00″ O (Karte) | Gletscher    | Anare Mountains westlich Robertson-Gletscher                             |
| BGR-Firnfeld              | 71° 23′ 00″ S, 163° 30′ 00″ O (Karte) | Firnfeld     | Bowers Mountains                                                         |
| Bonner Joch               | 71° 28′ S, 163° 37′ O (Karte)         | Pass         | Bowers Mountains zwischen Mount Overlook und Mount Bradshaw              |
| Bremer Paß                | 71° 02′ S, 165° 38′ O (Karte)         | Pass         | Anare Mountains östlich Robertson-Gletscher                              |
| Buckinghamspitze          | 70° 48′ S, 163° 31′ O (Karte)         | Berggipfel   | Bowers Mountains: Platypus Ridge                                         |
| Burgruine                 | 71° 18′ S, 164° 45′ O (Karte)         |              | Concord Mountains: westliche Everett Range                               |
| Claydonspitze             | 70° 48′ S, 163° 20′ O (Karte)         | Berggipfel   | Bowers Mountains nahe Platypus Ridge                                     |
| Conwayhügel               | 71° 37′ S, 160° 34′ O (Karte)         | Hügel        | Usarp Mountains: Daniels Range (Gipfel des Schroeder Spur)               |
| Coppnunatak               | 71° 06′ S, 161° 35′ O (Karte)         | Nunatak      | Usarp Mountains                                                          |
| Darmstadtpaß              | 70° 56′ S, 165° 20′ O (Karte)         | Pass         | Anare Mountains                                                          |
| Diskordanztal             | 71° 40′ S, 162° 00′ O (Karte)         | Tal          | Usarp Mountains: Morozumi Range                                          |
| Duphornhöhe               | 71° 37′ S, 170° 31′ O (Karte)         | Höhenzug     | Adare-Halbinsel                                                          |
| Explorabucht              | 70° 47′ 00″ S, 167° 23′ 00″ O (Karte) | Bucht        | Pennell-Küste: Tapsell Foreland                                          |
| Fäustlingsporn            | 71° 29′ S, 163° 02′ O (Karte)         | Bergsporn    | Bowers Mountains: Lanterman Range                                        |
| Fingernagelsporn          | 71° 33′ S, 163° 10′ O (Karte)         | Bergsporn    | Bowers Mountains: Lanterman Range                                        |
| Frankengletscher          | 71° 07′ 00″ S, 165° 57′ 00″ O (Karte) | Gletscher    | Anare Mountains                                                          |
| GANOVEX-Kette             | 70° 55′ S, 166° 15′ O (Karte)         | Bergkette    | Anare Mountains                                                          |
| Geburtstagsrücken         | 70° 48′ S, 167° 00′ O (Karte)         | Bergrücken   | Pennell-Küste: Tapsell Foreland                                          |
| Glückaufkette             | 71° 04′ S, 165° 30′ O (Karte)         | Bergkette    | Anare Mountains                                                          |
| Handschuhsporn            | 71° 27′ S, 162° 50′ O (Karte)         | Bergsporn    | Bowers Mountains: Lanterman Range                                        |
| Hannoverpaß               | 70° 55′ S, 166° 30′ O (Karte)         | Pass         | Anare Mountains                                                          |
| Hansabucht (Yule Bay)     | 70° 42′ 00″ S, 166° 38′ 00″ O (Karte) | Bucht        | Pennell-Küste: Yule Bay, Missen Ridge                                    |
| Hessengletscher           | 70° 42′ 00″ S, 164° 35′ 00″ O (Karte) | Gletscher    | Anare Mountains                                                          |
| Holsteingletscher         | 71° 06′ 00″ S, 166° 25′ 00″ O (Karte) | Gletscher    | Anare Mountains                                                          |
| Indexsporn                | 71° 33′ S, 163° 07′ O (Karte)         | Bergsporn    | Bowers Mountains: Lanterman Range                                        |
| Jordanrücken              | 71° 00′ S, 162° 22′ O (Karte)         | Bergrücken   | Bowers Mountains: Adams Ridge                                            |
| Kesseltal                 | 71° 38′ S, 160° 20′ O (Karte)         | Tal          | Usarp Mountains: Daniels Range                                           |
| Kieler Paß                | 71° 02′ S, 166° 15′ O (Karte)         | Pass         | Anare Mountains                                                          |
| Kleiner Sledgersgletscher | 71° 33′ 00″ S, 163° 12′ 00″ O (Karte) | Gletscher    | Bowers Mountains: Lanterman Range                                        |
| Kleinschmidtklippen       | 71° 29′ S, 160° 15′ O (Karte)         |              | Usarp Mountains: Daniels Range                                           |
| Knaackberg                | 70° 47′ S, 163° 35′ O (Karte)         | Berg         | Bowers Mountains: Platypus Ridge                                         |
| Kobourgkogel              | 71° 12′ S, 164° 29′ O (Karte)         | Berg         | Concord Mountains: westliche Everett Range                               |
| Lillie-Marleen-Sporn      | 71° 12′ S, 164° 30′ O (Karte)         | Bergsporn    | Concord Mountains: westliche Everett Range                               |
| Mandelkliff               | 71° 27′ S, 162° 05′ O (Karte)         | Geländestufe | Rennick-Gletscher südöstlich Litell Rocks                                |
| Mayrsporn                 | 71° 41′ S, 170° 08′ O (Karte)         | Bergsporn    | Admiralitätsberge nahe Adare Saddle                                      |
| McKenzie-Scharte          | 71° 15′ S, 163° 14′ O (Karte)         | Pass         | Bowers Mountains westlich McKenzie-Nunatak                               |
| Menzersattel              | 70° 39′ S, 164° 30′ O (Karte)         | Pass         | Pennell-Küste: Buell-Halbinsel                                           |
| OSA-Bucht                 | 70° 47′ 00″ S, 166° 40′ 00″ O (Karte) | Bucht        | Pennell-Küste: Yule Bay, Tapsell Foreland                                |
| Pegmatitgrat              | 71° 10′ S, 164° 29′ O (Karte)         | Berggrat     | Concord Mountains: westliche Everett Range                               |
| Pyritterrasse             | 70° 42′ S, 162° 14′ O (Karte)         | Terrasse     | Bowers Mountains: nördliche Explorers Range                              |
| Richter-Eispiedmont       | 70° 36′ S, 165° 15′ O (Karte)         | Eispiedmont  | Pennell-Küste nördlich Dwyer Escarpment                                  |
| Rieckvorgebirge           | 70° 34′ S, 164° 15′ O (Karte)         | Kap          | Pennell-Küste: Buell-Halbinsel                                           |
| Schepelsturmkliff         | 70° 48′ S, 167° 45′ O (Karte)         | Geländestufe | Pennell-Küste: Tapsell Foreland                                          |
| Schwabengletscher         | 70° 53′ 00″ S, 165° 50′ 00″ O (Karte) | Gletscher    | Anare Mountains westlich Tiger Peak                                      |
| Stillekette               | 70° 50′ S, 165° 30′ O (Karte)         | Bergkette    | Anare Mountains                                                          |
| Thonhauserfelsen          | 70° 43′ S, 163° 37′ O (Karte)         | Felsen       | Bowers Mountains: Platypus Ridge                                         |
| Tom-Wright-Rücken         | 71° 18′ S, 163° 45′ O (Karte)         | Bergrücken   | Bowers Mountains, zentral                                                |
| Traversegletscher         | 70° 44′ 00″ S, 162° 12′ 00″ O (Karte) | Gletscher    | Bowers Mountains östlich Frolov Ridge                                    |
| Vetterstein               | 71° 34′ S, 160° 14′ O (Karte)         | Felsen       | Usarp Mountains: Daniels Range                                           |
| Westfalengletscher        | 70° 42′ 00″ S, 164° 10′ 00″ O (Karte) | Gletscher    | Anare Mountains, Westteil                                                |
| Wyborneberg               | 70° 53′ S, 166° 42′ O (Karte)         | Berg         | Anare Mountains                                                          |

## GANOVEX III 1982/1983
| Name                 | Koordinaten                           | Art          | Region                                                                           |
| -------------------- | ------------------------------------- | ------------ | -------------------------------------------------------------------------------- |
| Adlerwand            | 73° 15′ S, 167° 11′ O (Karte)         | Geländestufe | Mountaineer Range westlich Boyer-Gletscher                                       |
| Aklestadberg         | 72° 49′ S, 166° 18′ O (Karte)         | Berg         | Victory Mountains: Lawrence Peaks                                                |
| Ampfererberg         | 72° 48′ S, 167° 19′ O (Karte)         | Berg         | Victory Mountains                                                                |
| Armbrustspitze       | 73° 25′ S, 166° 56′ O (Karte)         | Berggipfel   | Mountaineer Range östlich Dessent Ridge, zwischen Schwarzer Spinne und Kreuzkamm |
| Ballgletscher        | 70° 52′ 00″ S, 162° 56′ 00″ O (Karte) | Gletscher    | Bowers Mountains                                                                 |
| Blohmhügel           | 70° 21′ S, 161° 05′ O (Karte)         | Hügel        | Oates-Küste: Kavrayskiy Hills                                                    |
| Böllerberg           | 70° 30′ S, 162° 08′ O (Karte)         | Berg         | Bowers Mountains, Nordteil nahe Mount Belolikov                                  |
| Brandalberg          | 72° 51′ S, 166° 21′ O (Karte)         | Berg         | Victory Mountains: Lawrence Peaks                                                |
| Browngletscher       | 73° 26′ 00″ S, 166° 44′ 00″ O (Karte) | Gletscher    | Mountaineer Range östlich Dessent Ridge, westlich Armbrustspitze und Kreuzkamm   |
| Bührenberg           | 71° 32′ S, 161° 45′ O (Karte)         | Berg         | Usarp Mountains: Morozumi Range nahe Berg Peak                                   |
| Cendrikhügel         | 70° 52′ S, 162° 49′ O (Karte)         | Hügel        | Bowers Mountains: Explorers Range                                                |
| Cloosberg            | 73° 51′ S, 165° 21′ O (Karte)         | Berg         | Mountaineer Range nördlich Kap Sibbald                                           |
| Clossbucht           | 74° 36′ 00″ S, 164° 56′ 00″ O (Karte) | Bucht        | Scott-Küste: Terra Nova Bay                                                      |
| Damaskegletscher     | 73° 22′ 00″ S, 166° 57′ 00″ O (Karte) | Gletscher    | Mountaineer Range östlich Dessent Ridge, östlich Schwarzer Spinne                |
| Disthenwand          | 73° 21′ S, 166° 32′ O (Karte)         | Geländestufe | Mountaineer Range: Dessent Ridge beim Meander Glacier                            |
| Dorngletscher        | 70° 46′ 00″ S, 162° 46′ 00″ O (Karte) | Gletscher    | Bowers Mountains: Explorers Range                                                |
| Drachenschwanzhügel  | 73° 29′ S, 167° 15′ O (Karte)         | Hügel        | Mountaineer Range: Spatulate Ridge                                               |
| Eisnebelbucht        | 73° 27′ 00″ S, 167° 24′ 00″ O (Karte) | Bucht        | Borchgrevink-Küste: Lady Newnes Bay zwischen Gauntlet- und Spatulate Ridge       |
| Endelsleiste         | 72° 50′ S, 166° 07′ O (Karte)         | Berggrat     | Victory Mountains: Lawrence Peaks am Mariner-Gletscher                           |
| Engelberg            | 71° 40′ S, 161° 57′ O (Karte)         | Berg         | Usarp Mountains: Morozumi Range                                                  |
| Föhnhalbinsel        | 74° 51′ S, 163° 58′ O (Karte)         | Halbinsel    | Scott-Küste: Northern Foothills                                                  |
| Frechberg            | 72° 53′ S, 167° 07′ O (Karte)         | Berg         | Victory Mountains: Malta-Plateau                                                 |
| Frickeberg           | 73° 29′ S, 165° 57′ O (Karte)         | Berg         | Mountaineer Range westlich Fitzgerald-Gletscher                                  |
| Gotlandbucht         | 67° 22′ 00″ S, 179° 57′ 00″ O (Karte) | Bucht        | Nordwestseite der Scott-Insel                                                    |
| Hornfelsgipfel       | 71° 36′ S, 161° 54′ O (Karte)         | Berggipfel   | Usarp Mountains: Morozumi Range                                                  |
| Kappenkuppe          | 70° 51′ S, 167° 05′ O (Karte)         | Berg         | Pennell-Küste: Tapsell Foreland                                                  |
| Knetschberg          | 73° 44′ S, 165° 47′ O (Karte)         | Berg         | Mountaineer Range nahe Mount Casey                                               |
| Kotheberg            | 72° 52′ S, 166° 27′ O (Karte)         | Berg         | Victory Mountains: Lawrence Peaks                                                |
| Krausberg            | 72° 42′ S, 166° 50′ O (Karte)         | Berg         | Victory Mountains südwestlich Mount Hancox, am Niggli-Firnfeld                   |
| Krebsgletscher       | 70° 59′ 00″ S, 163° 03′ 00″ O (Karte) | Gletscher    | Bowers Mountains: Explorers Range                                                |
| Kreuzkamm            | 73° 26′ S, 166° 56′ O (Karte)         | Bergkamm     | Mountaineer Range östlich Dessent Ridge, südlich Armbrustspitze                  |
| Lawinennunatak       | 72° 48′ S, 166° 14′ O (Karte)         | Nunatak      | Victory Mountains: Lawrence Peaks                                                |
| Letzte-Chance-Kamm   | 71° 37′ S, 163° 25′ O (Karte)         | Bergkamm     | Bowers Mountains: Lanterman Range                                                |
| Lotzegletscher       | 70° 45′ 00″ S, 162° 51′ 00″ O (Karte) | Gletscher    | Bowers Mountains                                                                 |
| Marinerplateau       | 73° 01′ S, 166° 20′ O (Karte)         | Plateau      | Mountaineer Range nördlich Gair-Gletscher, östlich Profilgrat                    |
| Martinigletscher     | 71° 02′ 00″ S, 163° 18′ 00″ O (Karte) | Gletscher    | Bowers Mountains zwischen Van-Loon- und Montigny-Gletscher                       |
| McGovarin-Hügel      | 70° 30′ S, 161° 12′ O (Karte)         | Hügel        | Oates-Küste: Kavrayskiy Hills                                                    |
| Meinhardtgipfel      | 71° 09′ S, 164° 35′ O (Karte)         | Berggipfel   | Concord Mountains: westliche Everett Range                                       |
| Migmatitwand         | 73° 29′ S, 165° 04′ O (Karte)         | Geländestufe | Mountaineer Range, Aviator-Gletscher westlich Mount Rittmann                     |
| Monte Rosa           | 70° 55′ S, 162° 51′ O (Karte)         | Berg         | Bowers Mountains: Explorers Range zwischen Mount Hager und Mount Ford            |
| Neujahrsrücken       | 71° 52′ S, 162° 38′ O (Karte)         | Bergrücken   | Rennick-Gletscher zwischen Onlooker Nunatak und Alamein Range                    |
| Niagara-Eisfälle     | 72° 50′ S, 165° 41′ O (Karte)         | Eisfälle     | Mariner-Gletscher westlich Lawrence Peaks                                        |
| Nicks Nase           | 72° 50′ S, 166° 13′ O (Karte)         |              | Victory Mountains: Lawrence Peaks                                                |
| Nigglifirnfeld       | 72° 43′ 00″ S, 167° 01′ 00″ O (Karte) | Firnfeld     | Victory Mountains südlich Mount Hancox, östlich Krausberg                        |
| Norücken             | 73° 32′ S, 166° 56′ O (Karte)         | Bergrücken   | Mountaineer Range zwischen Wylde- und Suter-Gletscher                            |
| Pazifikblick         | 70° 23′ S, 161° 01′ O (Karte)         |              | Oates-Küste: Kavrayskiy Hills                                                    |
| Pedersenberg         | 72° 50′ S, 166° 24′ O (Karte)         | Berg         | Victory Mountains: Lawrence Peaks                                                |
| Pillowlavaspitze     | 73° 28′ S, 167° 08′ O (Karte)         | Berggipfel   | Mountaineer Range: Spatulate Ridge                                               |
| Profilgrat           | 73° 01′ S, 166° 00′ O (Karte)         | Berggrat     | Mountaineer Range nördlich Mount Montreuil                                       |
| Sanderpaß            | 71° 55′ S, 163° 44′ O (Karte)         | Pass         | Bowers Mountains: Lanterman Range und Salamander Range, Freyberg Mountains       |
| Schindewolfgletscher | 71° 28′ 00″ S, 164° 29′ 00″ O (Karte) | Gletscher    | Bowers Mountains westlich Mount Radspinner                                       |
| Schnidrighorn        | 72° 52′ S, 166° 17′ O (Karte)         | Berg         | Victory Mountains: Lawrence Peaks                                                |
| Schönenberg          | 71° 38′ S, 162° 57′ O (Karte)         | Berg         | Bowers Mountains: Lanterman Range                                                |
| Schuberthügel        | 70° 35′ S, 161° 14′ O (Karte)         | Hügel        | Oates-Küste: Kavrayskiy Hills                                                    |
| Schutzhafen          | 73° 18′ 00″ S, 169° 09′ 00″ O (Karte) | Bucht        | Borchgrevink-Küste: Daniell-Halbinsel und Borchgrevink-Gletscherzunge            |
| Schwarze Spinne      | 73° 22′ S, 166° 52′ O (Karte)         | Höhenzüge    | Mountaineer Range östlich Dessent Ridge, nördlich Armbrustspitze                 |
| Shardikberg          | 70° 52′ S, 162° 46′ O (Karte)         | Berg         | Bowers Mountains: Explorers Range                                                |
| Shardikrücken        | 70° 52′ S, 162° 55′ O (Karte)         | Bergrücken   | Bowers Mountains: Explorers Range                                                |
| Sheilaberg           | 70° 35′ S, 162° 34′ O (Karte)         | Berg         | Bowers Mountains, Nordteil nördlich Mount Bruce                                  |
| Silvesterberg        | 70° 31′ S, 162° 07′ O (Karte)         | Berg         | Bowers Mountains, Nordteil südlich Mount Belolikov                               |
| Sternhügel           | 70° 27′ S, 160° 59′ O (Karte)         | Hügel        | Oates-Küste: Kavrayskiy Hills                                                    |
| Takamurawand         | 70° 27′ S, 161° 00′ O (Karte)         | Geländestufe | Oates-Küste: Kavrayskiy Hills                                                    |
| Trighügel            | 70° 28′ S, 162° 06′ O (Karte)         | Hügel        | Bowers Mountains, Nordteil nördlich Mount Belolikov                              |
| Trögergletscher      | 70° 42′ 00″ S, 162° 57′ 00″ O (Karte) | Gletscher    | Bowers Mountains zwischen Astapenko- und Tschugunow-Gletscher                    |
| Ulitzka-Landspitze   | 70° 31′ S, 161° 16′ O (Karte)         | Kap          | Oates-Küste: Kavrayskiy Hills                                                    |
| Unbestimmter Sporn   | 71° 37′ S, 163° 21′ O (Karte)         | Bergsporn    | Bowers Mountains: Lanterman Range                                                |
| Weißspitze           | 72° 50′ S, 166° 17′ O (Karte)         | Berggipfel   | Victory Mountains: Lawrence Peaks                                                |
| Wenzelberg           | 72° 49′ S, 166° 12′ O (Karte)         | Berg         | Victory Mountains: Lawrence Peaks                                                |
| White-Landspitze     | 70° 24′ S, 161° 06′ O (Karte)         | Kap          | Oates-Küste: Kavrayskiy Hills                                                    |
| White-out-Hügel      | 73° 25′ S, 167° 09′ O (Karte)         | Hügel        | Mountaineer Range nördlich Spatulate Ridge                                       |
| Winklergletscher     | 70° 37′ 00″ S, 162° 56′ 00″ O (Karte) | Gletscher    | Bowers Mountains, Nordteil nahe Mount Dergach                                    |
| Wolkenkamm           | 73° 21′ S, 167° 46′ O (Karte)         | Bergkamm     | Mountaineer Range, Ostteil nahe Index Point                                      |
| Wunderlichgletscher  | 72° 55′ 00″ S, 168° 00′ 00″ O (Karte) | Gletscher    | Victory Mountains                                                                |

## GANOVEX IV 1984/1985
| Name              | Koordinaten                           | Art        | Region                                                         |
| ----------------- | ------------------------------------- | ---------- | -------------------------------------------------------------- |
| Berlindom         | 73° 34′ S, 164° 18′ O (Karte)         |            | Southern Cross Mountains                                       |
| Bosumschneefeld   | 73° 51′ S, 163° 42′ O (Karte)         | Firnfeld   | Southern Cross Mountains                                       |
| Diezberg          | 73° 52′ S, 162° 40′ O (Karte)         | Berg       | Deep Freeze Range                                              |
| Drei Schwestern   | 73° 19′ S, 161° 06′ O (Karte)         | Nunatakker | zwischen Brien Rocks, Brawn Rocks und Lister-Nunatakkern       |
| Dumasrücken       | 73° 05′ S, 167° 54′ O (Karte)         | Bergrücken | Victory Mountains nordwestlich Tur Peak                        |
| Dürbaumgletscher  | 74° 10′ 00″ S, 164° 15′ 00″ O (Karte) | Gletscher  | Random Hills                                                   |
| Geipelstein       | 73° 46′ S, 161° 35′ O (Karte)         | Felsen     | Priestley-Gletscher, oberer Bereich                            |
| Hampelspitze      | 74° 34′ S, 163° 43′ O (Karte)         | Berggipfel | Deep Freeze Range westlich Mount Keinath                       |
| Havelgletscher    | 74° 13′ 00″ S, 162° 40′ 00″ O (Karte) | Gletscher  | Eisenhower Range zwischen Mount Meister und Mount New Zealand  |
| Heimesdom         | 73° 02′ S, 167° 15′ O (Karte)         | Berg       | Victory Mountains: Malta-Plateau                               |
| Höflenunatak      | 73° 03′ S, 160° 36′ O (Karte)         | Nunatak    | Outback-Nunatakker westlich Sequence Hills                     |
| Hülserbergnunatak | 73° 41′ S, 162° 27′ O (Karte)         | Nunatak    | Deep Freeze Range                                              |
| Kap Möbius        | 74° 38′ S, 164° 13′ O (Karte)         | Kap        | Scott-Küste am Gerlache Inlet                                  |
| Krefeldebene      | 73° 36′ S, 162° 48′ O (Karte)         | Ebene      | zwischen Mesa Range und Deep Freeze Range                      |
| Lahngletscher     | 73° 51′ 00″ S, 162° 50′ 00″ O (Karte) | Gletscher  | Deep Freeze Range                                              |
| Liebigsporn       | 73° 46′ S, 161° 28′ O (Karte)         | Bergsporn  | Priestley-Gletscher, oberer Bereich                            |
| Myosotisnunatak   | 73° 01′ S, 161° 30′ O (Karte)         | Nunatak    | östlich der Sequence Hills                                     |
| Pfeiffernunatak   | 72° 11′ S, 160° 31′ O (Karte)         | Nunatak    | Outback-Nunatakker                                             |
| Polar-3-Halbinsel | 74° 34′ S, 165° 22′ O (Karte)         | Halbinsel  | Scott-Küste/Borchgrevink-Küste                                 |
| Reichelnunatak    | 73° 07′ S, 161° 15′ O (Karte)         | Nunatak    | südlich der Sequence Hills                                     |
| Rolandpaß         | 73° 32′ S, 162° 35′ O (Karte)         | Pass       | zwischen Mesa Range (Exposure Hill) und Vantage Hills          |
| Scharfenberg      | 74° 11′ S, 162° 44′ O (Karte)         | Berg       | Eisenhower Range zwischen Mount Meister und Mount New Zealand  |
| Schmidhöhe        | 74° 39′ S, 163° 59′ O (Karte)         | Höhenzug   | Northern Foothills                                             |
| Schwackenunatak   | 72° 52′ S, 163° 37′ O (Karte)         | Nunatak    | Evans-Firnfeld zwischen Solo-Nunatak und Intention-Nunatakkern |
| Schwarze Pyramide | 72° 29′ S, 160° 25′ O (Karte)         | Berg       | Outback-Nunatakker                                             |
| Spreegletscher    | 74° 01′ 00″ S, 162° 42′ 00″ O (Karte) | Gletscher  | Deep Freeze Range                                              |
| Tessensohnrücken  | 72° 34′ S, 166° 40′ O (Karte)         | Bergrücken | Victory Mountains: Barker Range                                |
| Thierbachfirnfeld | 73° 10′ 00″ S, 161° 34′ 00″ O (Karte) | Firnfeld   | zwischen Caudal Hills und Brien Rocks                          |

## GANOVEX V 1988/1989
Am 9./10. Mai 1994 bestätigte der Deutsche Landesausschuss für das Scientific Committee on Antarctic Research (SCAR) und für das International Arctic Science Committee (ISAC) 15 Namensvorschläge aus GANOVEX V sowie der Expedition GEISHA (1987/1988) des Alfred-Wegener-Instituts in die Shackleton Range (von denen hier nur die aus dem Viktorialand aufgeführt sind);
zwei Vorschläge von GANOVEX VII (1992/1993) wurden offenbar nicht bestätigt.
Vier weitere Namen wurden 1998 von der BGR Hannover (der Organisatorin von GANOVEX) vorgeschlagen und am 17./18. Juni 1999 vom Deutschen Landesausschuss für das Scientific Committee on Antarctic Research (SCAR) und für das International Arctic Science Committee (ISAC) bestätigt:
| Name               | Koordinaten                           | Art          | Region                                        |
| ------------------ | ------------------------------------- | ------------ | --------------------------------------------- |
| Bergnunatakker Ost | 69° 15′ S, 156° 20′ O (Karte)         | Nunatakker   | Oates-Küste                                   |
| Bergnunatak West   | 69° 08′ S, 155° 42′ O (Karte)         | Nunatak      | Oates-Küste                                   |
| Conaglenberg       | 70° 42′ S, 162° 35′ O (Karte)         | Berg         | Bowers Mountains nordwestlich Stanwix Peak    |
| Hinzberg           | 74° 36′ S, 164° 08′ O (Karte)         | Berg         | Northern Foothills nordöstlich Mount Browning |
| Holteberg          | 69° 24′ S, 157° 51′ O (Karte)         | Berg         | Oates-Küste                                   |
| Jenagletscher      | 74° 41′ 00″ S, 162° 36′ 00″ O (Karte) | Gletscher    | Eisenhower Range nördlich Andersson Ridge     |
| Jenzigberg         | 74° 39′ S, 162° 33′ O (Karte)         | Berg         | Eisenhower Range nördlich Jenagletscher       |
| Pilgerberg         | 74° 42′ S, 162° 38′ O (Karte)         | Berg         | Eisenhower Range nördlich Andersson Ridge     |
| Stecherwand        | 73° 48′ S, 165° 42′ O (Karte)         | Geländestufe | Mountaineer Range                             |
| Tafonipaß          | 74° 42′ S, 162° 38′ O (Karte)         | Pass         | Eisenhower Range nördlich Andersson Ridge     |
| Weihnachtsgrat     | 73° 32′ S, 166° 47′ O (Karte)         | Berggrat     | Mountaineer Range östlich Wylde-Gletscher     |

## Quelle
- Ständiger Ausschuss für geographische Namen: Verzeichnis deutschsprachiger geographischer Namen der Antarktis. Version 2.14, 13. Juni 2014
  - ergänzte Version 2.15, 26. Oktober 2020 (Einleitung) (Quellen-Verzeichnis)